# Райкузи
Ра́йкузи (фин. Nuolijoki) — деревня в  Горбунковском сельском поселении Ломоносовского района Ленинградской области.

## История
Райкузи исконно финская деревня.
На «Топографической карте окрестностей Санкт-Петербурга» Военно-топографического депо Главного штаба 1817 года упомянута деревня Райкузи или Номокки, состоящая из 10 крестьянских дворов.
На карте Санкт-Петербургской губернии Ф. Ф. Шуберта 1834 года она обозначена как Райкузи.

НАЛЬОКИ — деревня принадлежит государю великому князю Константину Николаевичу, число жителей по ревизии: 84 м. п., 59 ж. п. (1838 год)

В пояснительном тексте к этнографической карте Санкт-Петербургской губернии П. И. Кёппена 1849 года она записана как деревня Nuoljoki (Нальоки, Налиоки) и указано количество её жителей на 1848 год: савакотов — 35 м. п., 12 ж. п., всего 47 человек, эвремейсов — 48 м. п., 47 ж. п., всего 95 человек.
Согласно карте профессора С. С. Куторги 1852 года деревня называлась Польиоки.

НАЛИОКИ — деревня Красносельской удельной конторы Шунгоровского приказа, по просёлочной дороге, число дворов — 28, число душ — 96 м. п. (1856 год)

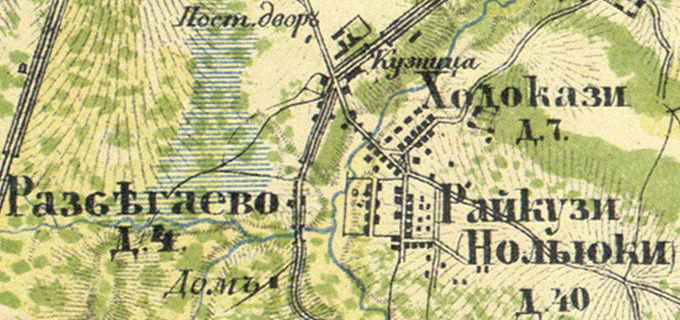
План деревни Райкузи. 1860 год

Согласно «Топографической карте частей Санкт-Петербургской и Выборгской губерний» в 1860 году деревня называлась Райкузи (Нольюки) и насчитывала 40 крестьянских дворов.

НАЛИОКИ (РАЙКУЗЫ) — деревня Павловского городского правления при речке Стрелке, число дворов — 40, число жителей: 120 м. п., 128 ж. п. (1862 год)

В 1885 году деревня Райкузи насчитывала 45 дворов.
В конце XIX века деревня входила в состав Константиновской волости 1-го стана Петергофского уезда Санкт-Петербургской губернии, в начале XX века — 2-го стана. По приходским данным население деревни было исключительно финским.
К 1913 году количество дворов в деревне Райкузи уменьшилось до 43.
С 1917 по 1919 год деревня Райккузи входила в состав Разбегаевского сельсовета Шунгоровской волости Петергофского уезда.
С 1919 года в составе Стрельно-Шунгоровской волости.
С 1923 года в составе Стрельнинской волости Троцкого уезда.
Согласно данным переписи населения СССР 1926 года в деревне Райкузи проживали 385 человек — все финны, за исключением двух русских семей.
С 1927 года в составе Урицкого района.
С 1928 года в составе Ленинградского Пригородного района. В 1928 году население деревни Райккузи также составляло 385 человек.
С 1930 года в составе Красносельского района.

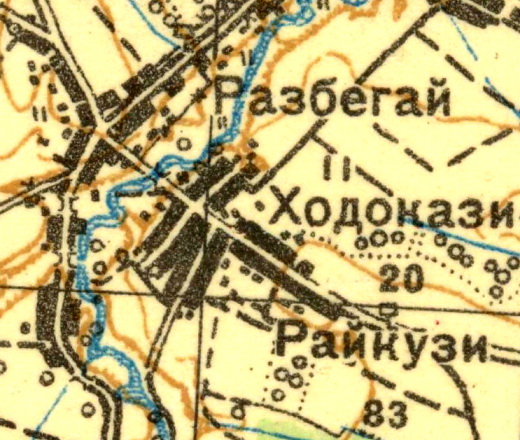
Деревня Райкузи на карте 1931 года

Согласно топографической карте 1931 года деревня насчитывала 83 двора.
По данным 1933 года деревня Райкузи входила в состав Разбегаевского финского национального сельсовета Ленинградского Пригородного района.
С 1936 года в составе Заводского сельсовета.
С 1 августа 1941 года по 1 января 1944 года деревня находилась в оккупации.
С 1955 года в составе Ломоносовского района.
С 1963 года в составе Гатчинского района.
С 1965 года вновь в составе Ломоносовского района. В 1965 году население деревни Райккузи составляло 218 человек.
По данным 1966, 1973 и 1990 годов деревня называлась Райкузи и также входила в состав Заводского сельсовета.
В 1997 году в деревне Райкузи Заводской волости проживали 93 человека, в 2002 году — 117 человек (русские — 82 %).
В 2007 году в деревне Райкузи Горбунковского СП проживали 182 человека, в 2010 году — 266, в 2012 году — 212 человек.

## География
Деревня расположена в северо-восточной части района на автодороге 41К-139 (Аннино — Разбегаево) в месте её примыкания к автодороге 41К-011 (Стрельна — Гатчина).
Деревня находится к югу от административного центра поселения деревни Горбунки. Расстояние до административного центра поселения — 5 км.
Расстояние до ближайшей железнодорожной станции Стрельна — 9,5 км.
Деревня находится на правом берегу реки Стрелка

## Демография
| 1838 | 1848 | 1862 | 1997 | 2002 | 2007 | 2010 |
| ---- | ---- | ---- | ---- | ---- | ---- | ---- |
| 143  | ↘142 | ↗248 | ↘93  | ↗117 | ↗182 | ↗266 |
| 2012 | 2015 | 2017 |      |      |      |      |
| ↘212 | ↗243 | ↘228 |      |      |      |      |

## Улицы
Брусничная, Западный проезд, Заречная, Ириновская, Кузнечный переулок, Полевой переулок, Садовая, Ягодная.